# World Series of Poker Europe 2009

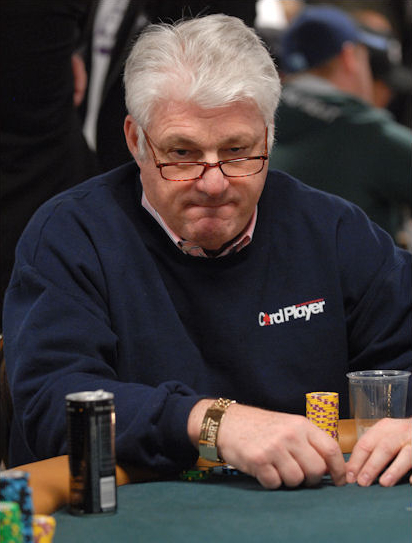
Barry Shulman, vincitore del Main Event

Le World Series of Poker Europe 2009 furono la terza edizione della manifestazione. Si tennero dal 17 settembre al 1º ottobre presso il London Clubs International di Londra.
Furono assegnati quattro braccialetti delle World Series of Poker. Vincitore del Main Event fu Barry Shulman.

## Eventi
| N° evento | Nome                                               | Iscritti                                           | Vincitore                                          | Premio (UK£)                                       | Ultimo giocatore eliminato                         |
| --------- | -------------------------------------------------- | -------------------------------------------------- | -------------------------------------------------- | -------------------------------------------------- | -------------------------------------------------- |
| 1         | £1.000 No Limit Hold'em                            | 608                                                | J.P. Kelly                                         | 136.803                                            | Fabien Dunlop                                      |
| 2         | £2,500 Pot Limit Hold'em/Omaha                     | 158                                                | Erik Cajelais                                      | 104.677                                            | Mats Gavatin                                       |
| 3         | £5.000 Pot-Limit Omaha                             | 154                                                | Jani Vilmunen                                      | 204.048                                            | Howard Lederer                                     |
| 4         | £10.000 No Limit Hold'em Main Event - 334 iscritti | £10.000 No Limit Hold'em Main Event - 334 iscritti | £10.000 No Limit Hold'em Main Event - 334 iscritti | £10.000 No Limit Hold'em Main Event - 334 iscritti | £10.000 No Limit Hold'em Main Event - 334 iscritti |
| 4         | Posizione                                          | Nome                                               | Nome                                               | Nome                                               | Premio (UK£)                                       |
| 4         | 1°                                                 | Barry Shulman                                      | Barry Shulman                                      | Barry Shulman                                      | £801 603                                           |
| 4         | 2°                                                 | Daniel Negreanu                                    | Daniel Negreanu                                    | Daniel Negreanu                                    | £495 589                                           |
| 4         | 3°                                                 | Praz Bansi                                         | Praz Bansi                                         | Praz Bansi                                         | £360 887                                           |
| 4         | 4°                                                 | Jason Mercier                                      | Jason Mercier                                      | Jason Mercier                                      | £267 267                                           |
| 4         | 5°                                                 | Markus Ristola                                     | Markus Ristola                                     | Markus Ristola                                     | £200 367                                           |
| 4         | 6°                                                 | Chris Björin                                       | Chris Björin                                       | Chris Björin                                       | £150 267                                           |
| 4         | 7°                                                 | Antoine Saout                                      | Antoine Saout                                      | Antoine Saout                                      | £114 228                                           |
| 4         | 8°                                                 | Matt Hawrilenko                                    | Matt Hawrilenko                                    | Matt Hawrilenko                                    | £87 074                                            |
| 4         | 9°                                                 | James Akenhead                                     | James Akenhead                                     | James Akenhead                                     | £66 533                                            |